# Флорін Чернат
Флорін Лучіан Чернат (рум. Florin Lucian Cernat; 10 березня 1980, Галац, Румунія) — колишній професіональний румунський футболіст, півзахисник.

## Біографія
У вищій лізі чемпіонату України за «Динамо» зіграв 130 матчів, забив 28 м'ячів. У Кубках України за «Динамо» зіграв 27 матчів, забив 7 м'ячів. В єврокубках за «Динамо» зіграв 32 матчі, забив 6 м'ячів.
Сезон 2007/08 провів у хорватському клубі «Хайдук» (Спліт), за який виступав на правах оренди.
Влітку 2010 року перейшов до турецького «Карабюкспор», де виступав 2 роки.
Через два роки перейшов до їншого турецького клубу Чайкур Різеспор.
У 2014 році повернувся на батьківщину, де підписав контракт з клубом «Оцелул» (Галац). Надалі захищав кольори команд «Віїторул» та «Волунтарі».

### Збірна
23 липня 2002 року дебютував у збірній Румунії, за яку зіграв 14 матчів, забив 2 голи.

## Досягнення
- Чемпіон Румунії: 1999, 2000
- Володар Кубка Румунії: 2000
- Чемпіон України: 2001, 2003, 2004, 2007, 2009
- Володар Кубка України: 2003, 2005, 2006, 2007
- Володар Суперкубка України: 2004, 2006
- Володар Кубка Хорватії: 2010

## Статистика
| Сезон     | Команда           | Матчі | Голи |
| --------- | ----------------- | ----- | ---- |
| 1998/1999 | Оцелул (Галац)    | 18    | 2    |
| 1999/2000 | Оцелул (Галац)    | 18    | 3    |
| 1999/2000 | Динамо (Бухарест) | 10    | 0    |
| 2000/2001 | Динамо (Бухарест) | 15    | 2    |
| 2000/2001 | Динамо (Київ)     | 13    | 5    |
| 2001/2002 | Динамо (Київ)     | 23    | 9    |
| 2002/2003 | Динамо (Київ)     | 24    | 6    |
| 2003/2004 | Динамо (Київ)     | 17    | 4    |
| 2004/2005 | Динамо (Київ)     | 25    | 2    |
| 2005/2006 | Динамо (Київ)     | 13    | 1    |
| 2006/2007 | Динамо (Київ)     | 12    | 0    |
| 2007/2008 | Хайдук (Спліт)    | 27    | 8    |
| 2008/2009 | Динамо (Київ)     | 3     | 1    |
| 2009/2010 | Хайдук (Спліт)    | 25    | 2    |